# Códice Azoyú

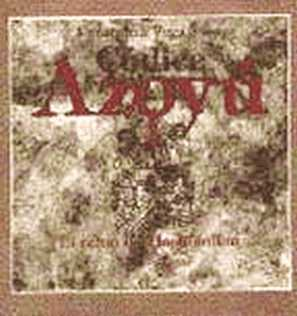
Fotografía de un libro sobre el Códice Azoyú.

El Códice Azoyú  (o Códice Rodríguez Ortega) es un códice realizado sobre papel amate durante el siglo XVI. Contiene un registro histórico-calendárico tributario del reino de Tlalchinollan en Tlapa, Guerrero durante los siglos XIV-XVI. Hace referencia a los acontecimientos históricos ocurridos en la región conocida como La Montaña de Guerrero, situada en la parte oriente del actual estado de Guerrero, la cual es habitada por diferentes grupos étnicos como: mixtecos, nahuas y tlapanecos .
Las imágenes recuerdan a la tradición pictórica nahua, se considera que fueron uno a varios tlacuilos locales quienes se encargaron de plasmar la historia de la región, ya que, por su estructura, sólo alguien quien conociera de primera mano los acontecimientos y particularidades regionales, podría crear tal representación. A pesar compartir similitudes en cuanto al estilo y las convenciones pictográgficas, en las representaciones de los gobernantes donde se revelan las diferencias entre ambos documentos, por esto, se sugiere que quienes realizaron el Códice Azuyú 1, eran tlapanecos, mientras que los autores del segundo manuscrito eran nahuas.

## Contenido
En el Códice Azoyú 1, se puede observar la fundación del reino de Tlapan-Tlachinollan en 1300 y su expansión hasta principios del siglo XV, mientras que, en el Códice Azoyú 2, se encuentran registros de 1564.

### El códice Azoyú 1
Consta de 38 hojas divididas temáticamente en tres partes y narra la sucesión de gobernantes, genealogías y conquistas del reino de Tlachinollan-Caltitlan entre los años 1300 y 1564, presenta también figuras y escenas que aluden a rituales prehispánicos.

#### Parte I
Ubicada en la sección anversa, en esta se incluye un registro calendárico con representaciones de escenas y personajes. Sus 38 láminas muestran una estructura semejante entre sí: en la escuadra superior derecha, hay siete cuadretes con glifos calendaricos de estilo nahua. En cada cuadrete registra un año, por lo tanto en cada hoja se registran siete años, lo que da como resultado un registro de 266 la obra. La otra parte de la lámina presenta personajes con sus nombres, gobernantes, guerreros, mujeres, españoles, sacrificios y topónimos.

##### Parte II
Se ubica en el extremo derecho del reverso del códice, está compuesto de  de seis láminas con glifos de lugar, personajes semejantes a los de la parte I y representaciones de acontecimientos tardíos. Muestra genealogías, personajes con su antropónimo unidos a otros por medio de líneas, algunos de ellos aparecen con objetos en las manos y algunos con nombres en español.

##### Parte III
Se encuentra en el extremo izquierdo del reverso del biombo. Tiene un estilo más tardío comparado con las Partes I y II y muestra algunos glifos de lugar, mojoneras y linderos.

### Códice Azoyú 2
Es un documento paralelo al Azoyú 1, ya que el códice Azoyú 2, narra la parte nahua. Consta de 15 folios, sin embargo, la sección inicial está incompleta y tiene un faltante entre las láminas 9 y 12. Está organizado por periodos de ocho años, narrando la historia de los gobernantes de Tlapa-Tlachinollan, desde 1429 hasta 1564. Registra los bienes tributados por los pueblos del señorío de Tlachinollan.

#### Sección I
Esta sección, de forma similar a la del Azoyú 1, contiente fechas calendaricas e históricas, con diferencias en el tamaño de los folios y las cronologías.

##### Sección II
Se encuentra del lado reverso del biombo, y registra el tributo que la región Tlapa-Tlachinollan pagó a los mexicas durante 12 años, en cada lámina se muestran cuadrantes con las cantidades de tributo, en mantas de algodón, placas y polvo de oro.